# Бірмінгемська бібліотека
Бірмінґемська бібліотека (англ. Library of Birmingham) — публічна бібліотека міста Бірмінгема в Англії. 

## Короткий опис
Розташована в західній частині сіті. Після відкриття 3 вересня 2013 замінила Центральну бібліотеку Бірмінгема. За оцінками вартість бібліотеки становить 188 800 000 фунтів. Бібліотека розглядається радою міста як флагманський проєкт реконструкції Бірмінгема. Бірмінгемську бібліотеку називають найбільшою публічною бібліотекою у Великій Британії, найбільшим культурним простором у Європі, і однією з найбільших з регіональних бібліотек Європи. Будівля бібліотеки була спроєктована голландською архітекторкою Франсіне Гаубен та її архітектурним бюро Mecanoo [Архівовано 18 квітня 2021 у Wayback Machine.] у 2013 році.